# مارسل افولس
مارسل افولس (آلمانی: Marcel Ophüls؛ ۱ نوامبر ۱۹۲۷ – - درگذشتهٔ ۲۴ مه ۲۰۲۵) کارگردان، فیلم‌نامه‌نویس و هنرپیشه اهل فرانسه بود. از فیلم‌های او می‌توان به اگون شیله: زیاده‌روی و مجازات، مصیبت و همدردی و هتل ترمینوس: زندگی و زمانه کلاوس باربی اشاره کرد که برنده جایزه اسکار بهترین فیلم مستند شده است. وی همچنین برنده جوایزی همچون لژیون دونور شده است.